# Campeonato Goiano de Basquete
O Campeonato Goiano de Basquete realizado pela Federação Goiana de Basquetebol é dividido nas seguintes Categorias:
- Campeonato.Juvenil - Masc/Fem.
- Campeonato Infanto - Masc/Fem.
- Campeonato Mirim Masc/Fem.
- Campeonato Cadete Masc/Fem.(16 anos)
- Campeonato Infantil Masc/Fem.(14 anos)
- Campeonato Pré-mirim Masc/Fem.(12 anos)
- Campeonato Adulto Fem/Masc.

## Links
- AABB/JATAÍ É CAMPEÃO GOIANO ADULTO MASCULINO
- AEGB LIDERA CAMPEONATO GOIANO SUB-14 MASCULINO
- TUDO SOBRE A AEGB[11]